# Metacarpo
Il metacarpo è un osso che fa parte dello scheletro dell'arto superiore, situato fra le falangi e il carpo. Le ossa del metacarpo sono equivalenti alle ossa metatarsali del piede.

## Anatomia umana

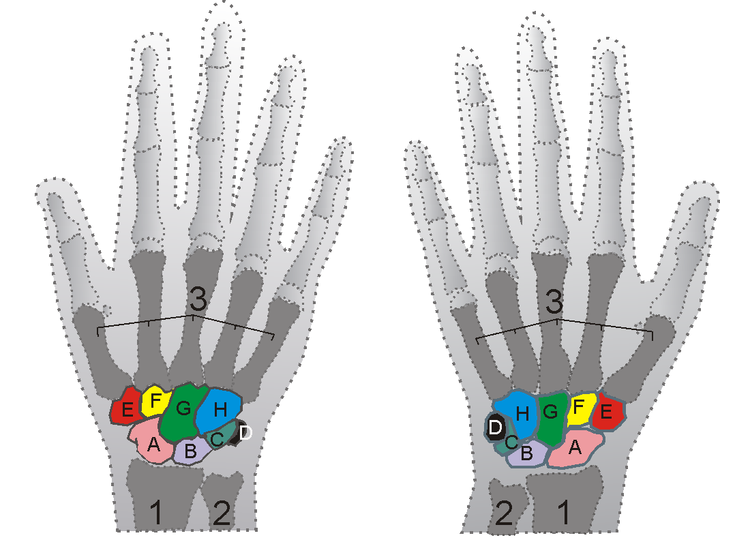
Le ossa della mano, il metacarpo è indicato con il numero 3

Il metacarpo (dal greco antico μετα+καρπός?, "dopo carpo, palmo/polso") forma lo scheletro del corpo della mano.
È formato da 5 ossa distinte, denominate:
- primo osso metacarpale, che si articola con la falange prossimale del pollice e con il trapezio del carpo
- secondo osso metacarpale, che si articola con la falange dell'indice, il trapezio, il trapezoide e il terzo osso metacarpale
- terzo osso metacarpale, che si articola con la falange del medio, il capitato e il secondo e quarto osso metacarpale
- quarto osso metacarpale, che si articola con la falange dell'anulare, il capitato, l'uncinato e il quarto e quinto osso metacarpale
- quinto osso metacarpale, che si articola con la falange del mignolo, l'uncinato e il quarto osso metacarpale.

Le ossa sono lunghe e disposte come una raggiera, rivolte verso il carpo. Esse creano quattro spazi intermedi angolari aperti distalmente (spazi intraossei del metacarpo) e occupati dai muscoli.

### Muscolatura
Alla base del secondo osso del metacarpo si inseriscono i muscoli estensori radiali, che aiutano l'estensione e la flessione radiale del polso. Sulla base del quinto osso metacarpale si inserisce il muscolo estensore ulnare mentre sul trapezio e sulla base del primo osso del metacarpo troviamo il muscolo abduttore lungo del pollice. Nel primo osso metacarpale si inserisce anche il muscolo opponente del pollice, necessario per il movimento di opposizione del pollice rispetto alle altre dita. Infine sulla superficie mediale del quinto osso del metacarpo; troviamo il muscolo opponente del mignolo, che flette il quinto osso metacarpale quando il mignolo viene messo in opposizione con la punta del pollice.

## Patologia
A causa di disturbi congeniti quali pseudoipoparatiroidismo e pseudo-pseudoipoparatiroidismo, il quarto e quinto osso metacarpale possono apparire smussati o accorciati.
Nella sindrome di Turner il quarto osso del metacarpo è smussato, mentre il quinto appare normale. I metacarpi smussati sono anche un sintomo della sindrome del nevo basocellulare.
Il collo di un metacarpo è infine soggetto alle fratture, specialmente nei pugili.

## Anatomia comparata
Negli animali a quattro zampe, i metacarpi formano parte degli arti anteriori e il loro numero è in relazione al numero di dita dei piedi. Nei digitigradi e negli ungulati, i metacarpi sono più estesi e vanno a formare un segmento addizionale dell'arto, favorendo l'aumento della velocità dell'animale. Negli uccelli e nei pipistrelli, i metacarpi formano parte delle ali.

## Storia
Il medico greco Galeno si riferiva al metacarpo utilizzando la parola μετακάρπιον (metakarpion).